# Tedrow-Gletscher
Der Tedrow-Gletscher ist ein Gletscher im ostantarktischen Viktorialand. Er fließt in nördlicher Richtung entlang der Westflanke des Table Mountain zum Ferrar-Gletscher.
Das Advisory Committee on Antarctic Names benannte ihn 1964 nach John Charles Fremont Tedrow (1917–2014) vom United States Antarctic Program, der als Projektleiter für Bodenstudien zwischen 1961 und 1962 auf der McMurdo-Station tätig war.